# グエン・ダン・クエ
グエン・ダン・クエ（ベトナム語：Nguyễn Đan Quế、漢字：阮丹桂、1942年4月13日 - ）は、ベトナムの医学者・人権活動家。